# Karakoçan
Karakoçan (curdo: Dep) è una città della Turchia situata nella Regione dell'Anatolia Orientale nella Provincia di Elâzığ.